# 大坪町 (宮崎市)
大坪町（おおつぼちょう）とは、宮崎県宮崎市内の地名。大淀地域自治区に属している。郵便番号は880-0933。大淀地域自治区を担当する大淀地域事務所がおかれている。

## 地理

### 隣接地区
宮崎市の大淀地域自治区に属す。宮崎市発足以後、戦後に成立した。その後、谷川、大坪東、大坪西、花山手東、花山手東、京塚、薫る坂といった住居表示地区が設定されたため、町域は細分化され、6つに分裂した。いずれも大坪町○○と表記され、同一の郵便番号である。そのため、古城町や恒久、大塚町の一部として扱われる地域もある。
- 大坪町（字なし）…大坪池の区域が指定されている。居住はなし。花山手東・大坪西と接する。
- 西六月・草場崎…大坪町の南側に位置する。北方を大坪西・大坪東と、南を大字恒久と接する。
- 倉ノ町…大坪町の南西側に位置する。花山手西・薫る坂・北川内町と接する。
- 尾崎…大坪町の南東側に位置する。北方を大坪東、東方を京塚・京塚町、南方・西方を大字恒久と接する。
- 粢田（しどきでん）・向溝田…大坪町の北東側、青柳川右岸に位置する。北方を福島町、南方・西方を花山手東、東方の一部を大坪東と接する。
- 笹原…大坪町の北東側、青柳川左岸に位置する。北方を福島町、西方を江南、南方を花山手西、東方を花山手東と接する。
- 寺山大迫…大坪町の北西側に位置する。北方を大塚町、南方を江南と接し、東方の一部を福島町と接する。

### 地名の由来
坪とは田の一画、古代条里制における小区画などをいう。田の区画が多くあったので大を付けて大坪となったとされる。

## 世帯数と人口
2022年（令和4年）11月1日現在の世帯数と人口は以下の通りである。
| 町丁   | 世帯数  | 人口  |
| ------ | ------- | ----- |
| 大坪町 | 223世帯 | 373人 |

## 小・中学校の学区
市立小・中学校に通う場合、学区は以下の通りとなる。
| 町名           | 小学校             | 中学校             |
| -------------- | ------------------ | ------------------ |
| 下記以外の地区 | 宮崎市立大淀小学校 | 宮崎市立大淀中学校 |
| 倉ノ町         | 宮崎市立古城小学校 | 宮崎市立大淀中学校 |
| 寺山大迫・笹原 | 宮崎市立江南小学校 | 宮崎市立大塚中学校 |

## 交通

### バス
宮交グループの運営するバスが営業している。

### 道路
- 国道269号
- 宮崎県道9号宮崎西環状線

## 施設
- 大淀地域事務所